# 孔多爾森卡山 (聖佩德羅德卡哈斯區)
11°26′56″S 75°49′42″W / 11.44889°S 75.82833°W
孔多爾森卡山（Kuntur Sinqa），是秘魯的山峰，位於該國中部胡寧大區，由塔爾馬省的聖佩德羅德卡哈斯區負責管轄，屬於安地斯山脈的一部分，海拔高度4,000米。